# Vleurgattunnel
De Vleurgattunnel is een stedelijke tunnel voor het autoverkeer gelegen in de Belgische hoofdstad Brussel. De tunnel maakt deel uit van de Louizalaan (N24) en loopt onder het kruispunt met Vleurgatsesteenweg (N293). De tunnel en de steenweg dragen de naam van het vroegere gehucht Vleurgat, ruim een halve kilometer zuidwaarts gelegen.
De tunnel bevat 2x2 rijstroken en heeft geen middenwand. Aan beide inritten kan de tunnel worden afgesloten door middel van een verkeerslicht. Boven iedere inrit is een elektronisch tekstbord aangebracht waarop maximaal 35 tekens kunnen worden weergegeven. Er is geen verlichting in de tunnel, ook noodnissen zijn niet aanwezig.
De tunnel wordt op afstand bewaakt door de operatoren van de 24-uurspermanentie MOBIRIS bij de Brusselse wegbeheerder Mobiel Brussel. 
Annie Cordytunnel · Baljuwtunnel · Belliardtunnel · Boileautunnel · Deltatunnel · Georges Henritunnel · Hallepoorttunnel · Jubelparktunnel ·Koninginnetunnel · Kortenbergtunnel · Kruidtuintunnel · Kunst-Wettunnel · Louizatunnel · Madoutunnel · Montgomerytunnel · Naamsepoorttunnel · NAVO-tunnel · Pachecotunnel · Reyerstunnel · Rogiertunnel · Stefaniatunnel · Tervurentunnel · Troontunnel · Van Praettunnel · Vleurgattunnel · Wettunnel · Woluwetunnel